# Actinobolus trilobus
Actinobolus trilobus är en skalbaggsart som beskrevs av Luederwaldt 1910. Actinobolus trilobus ingår i släktet Actinobolus och familjen Dynastidae. Inga underarter finns listade i Catalogue of Life.